# Rezerwat przyrody Radziądz
Radziądz – leśny rezerwat przyrody położony w gminie Żmigród, w województwie dolnośląskim, ok. 1,5 km na południowy zachód od wsi Radziądz i 250 m na północ od szosy ze Żmigródka do Radziądza. Utworzony w 1954 na powierzchni 6,83 ha, powiększony w 2011 do 8,31 ha. Utworzony dla zachowania fragmentu grądu środkowoeuropejskiego, dębowo-grabowego o cechach zespołu naturalnego.  Od zachodu graniczy z kompleksem stawów rybnych Kokoty. Rezerwat znajduje się na terenie Parku Krajobrazowego Dolina Baryczy oraz obszaru Natura 2000 PLH020041 „Ostoja nad Baryczą” SOO.
W rezerwacie stwierdzono 133 gatunki roślin naczyniowych: 18 gatunków drzew, 9 gatunków krzewów i 106 gatunków roślin zielnych. Stwierdzono także 10 gatunków naziemnych mszaków.
Flora rezerwatu:
- w warstwie drzew: głównie dąb, grab, nielicznie buk, lipa drobnolistna
- w warstwie podszytu: kruszyna pospolita
- w warstwie runa leśnego: orlica pospolita, turzyca wiosenna, szczawik zajęczy, podagrycznik pospolity, przetacznik ożankowy, przytulia czepna, konwalia majowa, sit skupiony, kosmatka orzęsiona, gwiazdnica wielkokwiatowa, czyściec leśny, fiołek leśny.

Gatunki występujące na terenie rezerwatu objęte ochroną częściową to: kruszyna pospolita, konwalia majowa.
Mykoflora rezerwatu – ze względu na występowanie starodrzewia bukowego i dębowego oraz znacznej ilości martwego drewna, w rezerwacie notuje się liczne gatunki grzybów, w tym gatunki rzadkie w skali kraju jak monetka bukowa, sromotnik bezwstydny oraz chronione, m.in. soplówka bukowa.
Fauna rezerwatu – stwierdzono ok. 14 gatunków ptaków, najliczniejsze spośród nich to: szpak, zięba, modraszka, sikora bogatka i kowalik. 
W sąsiedztwie rezerwatu biegnie zielony szlak turystyczny, dojście do rezerwatu stanowi krótki szlak dojściowy odchodzący od tego szlaku, pomiędzy miejscowościami Żmigródek i Radziądz.